# Доходный дом А. И. Ерошенко
Доходный дом А. И. Ерошенко — историческое здание в Санкт-Петербурге. Расположен в Центральном районе города по адресу Басков переулок, дом № 5. Построен в 1905 году по проекту архитектора Ф. Ф. фон Постельса в стиле модерн. Объект культурного наследия регионального значения.

## История
Дом был возведен по заказу владельца участка в Басковом переулке, купца 2-й гильдии, потомственного почётного гражданина Алексея Ивановича Ерошенко. До 1905 года на этом участке находился деревянный одноэтажный жилой дом с мезонином.
Ходатайство о постройке трёхэтажного жилого дома было подано в Санкт-Петербургскую Городскую управу в период с 4 по 11 апреля 1905 года. 27 апреля 1905 г. был утвержден проект, составленный архитектором Ф. Ф. фон Постельсом. Строительство велось в 1905 году и было закончено не позднее 1907 года; в ноябре 1907 года в ежегоднике Общества архитекторов-художников было опубликовано изображение построенного здания и его поэтажные планы.
В годы Великой Отечественной войны здание не пострадало и сохранилось до наших дней без перестроек. С момента постройки и до настоящего времени используется как многоквартирный жилой дом.
В 2001 году дом Ерошенко был включен в список вновь выявленных объектов культурного наследия под номером 1619. В 2019 году дом вошел в перечень 255 многоквартирных домов — памятников архитектуры с особо сложными фасадами, которые предполагалось отреставрировать по программе КГИОП «Наследие». В 2020 году проводилось обследование и разрабатывалась проектная документация на реставрацию фасадов здания. В мае 2021 года дом Ерошенко был включен в Единый государственный реестр объектов культурного наследия (памятников истории и культуры) народов Российской Федерации в качестве памятника архитектуры регионального значения. В 2022 году началась реставрация фасадов здания, которая завершилась в начале 2023 года. В ходе реставрационных работ были восстановлены утраченные элементы штукатурного и лепного декора, металлодекора, шпилей на аттиках, сделан ремонт известнякового цоколя, произведена замена карнизного свеса, линейных окрытий и водосточной системы. Фасаду здания было возвращено историческое цветовое решение, установленное на основании архивных изысканий, также были единообразно окрашены оконные рамы и двери.

## Архитектура

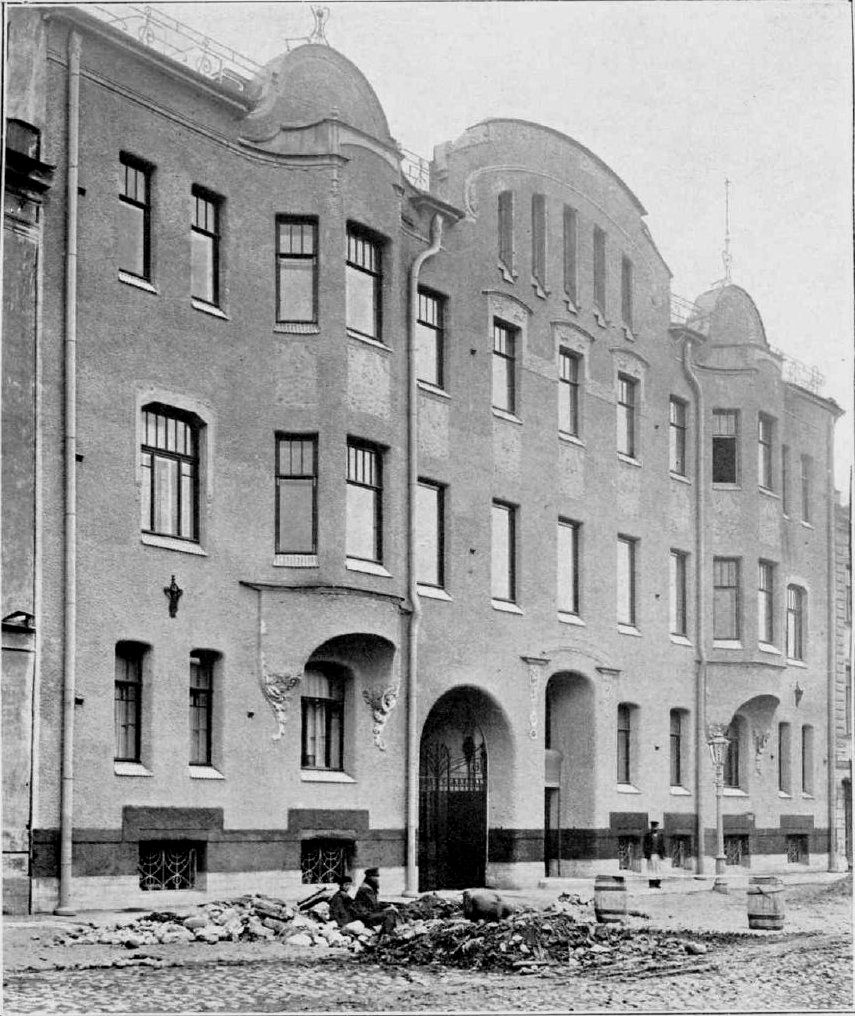
Дом Ерошенко в ежегоднике Общества архитекторов-художников, 1907 г.

Дом Ерошенко — один из образцов петербургского доходного дома начала XX века. Его лицевой фасад выполнен в стиле модерн. Портал здания увенчан сандриком на стилизованных кронштейнах. Два трёхгранных эркера на лепных кронштейнах на уровне 2-3 этажей завершаются аттиками, а аттики, в свою очередь — тонкими металлическими шпилями. На фасаде присутствуют лепные композиции растительного орнамента, а также лучковые сандрики с замковыми камнями и растительными элементами.
Подлинная отделка парадной лестницы и вестибюля здания (лестничные ограждения, метлахская напольная плитка) в основном сохранилась. Витраж окна третьего этажа на лестничной клетке утрачен в 1990-х годах, но частично сохранились оконные витражи в жилых помещениях. Также в ходе обследования интерьеров здания в 2020 году в части помещений были найдены исторические угловые изразцовые печи и печи-камины, изготовленные на финляндских гончарных заводах (завод «Або», Ракколаниокский гончарный завод), в том числе — печи в стиле модерн «Печь с хризантемами» по эскизу архитектора Эдуарда Диппеля. Наружная печная фурнитура выполнена из латуни, внутренние дверцы и решетка топочного проема, судя по сохранившимся клеймам, изготовлены на петербургском заводе Франца Сан-Галли. Также во время обследования дома в аттике фасада были обнаружены подлинные исторические элементы заполнений оконных проёмов — стеклянные кирпичи Фальконье, изготовленные на петербургском заводе «М. Франкъ и К°». Подобный тип оконного остекления был популярен в эпоху модерна, но очень редко применялся на лицевом фасаде здания. При постройке дома Ерошенко архитектор использовал стеклоблоки двух цветов — прозрачного белого и прозрачного сиреневого, и в итоге кирпичи не только способствовали сохранению тепла в здании, но и создавали декоративный эффект. Все сохранившиеся стеклянные кирпичи были демонтированы для реставрации и последующей музеефикации на историческом месте. Воссоздание кладки стеклянных кирпичей в оконных проёмах проводилось при участии московского Музея архитектуры.

## Галерея

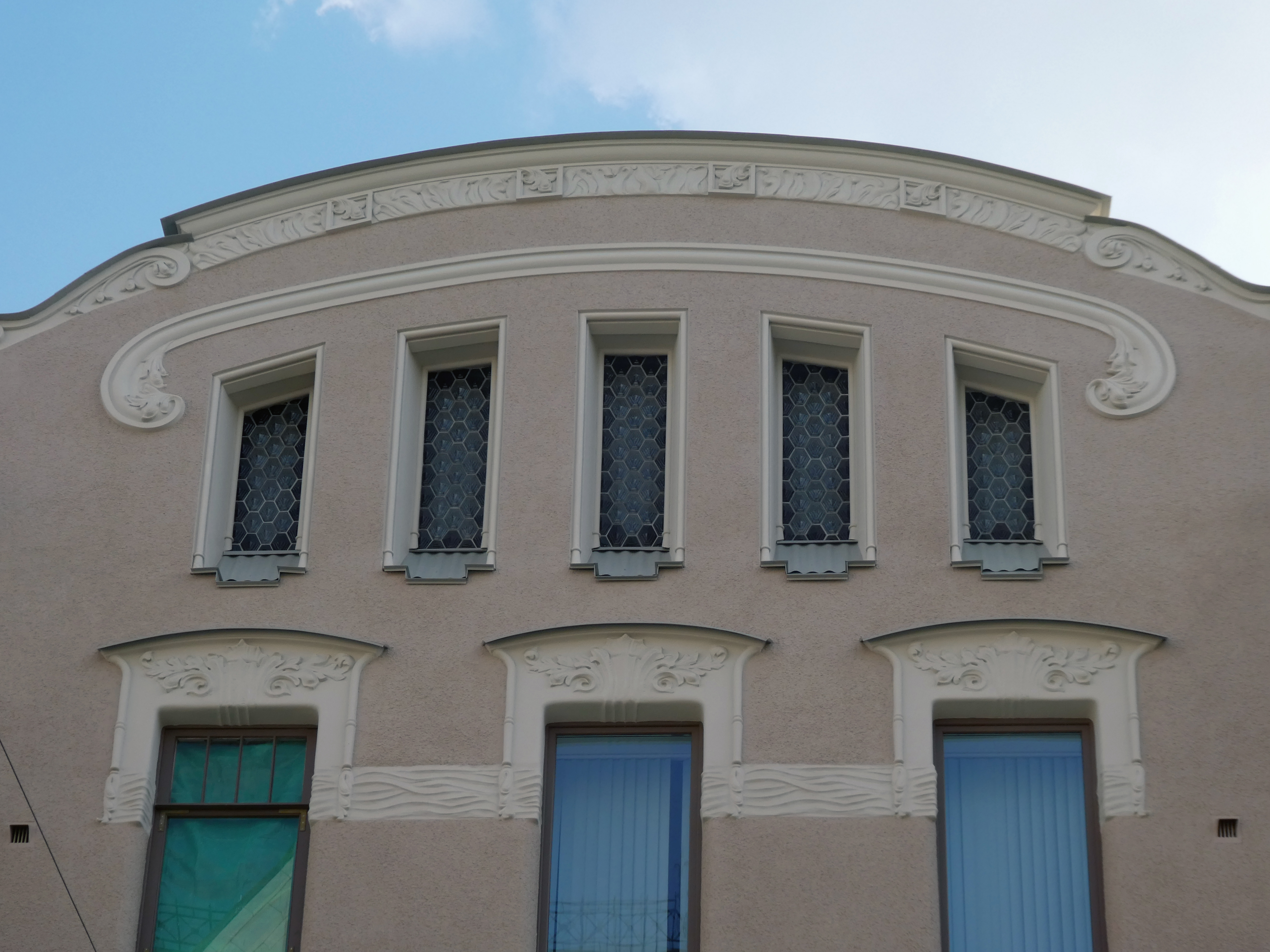
Стеклянные кирпичи Фальконье в окнах аттика
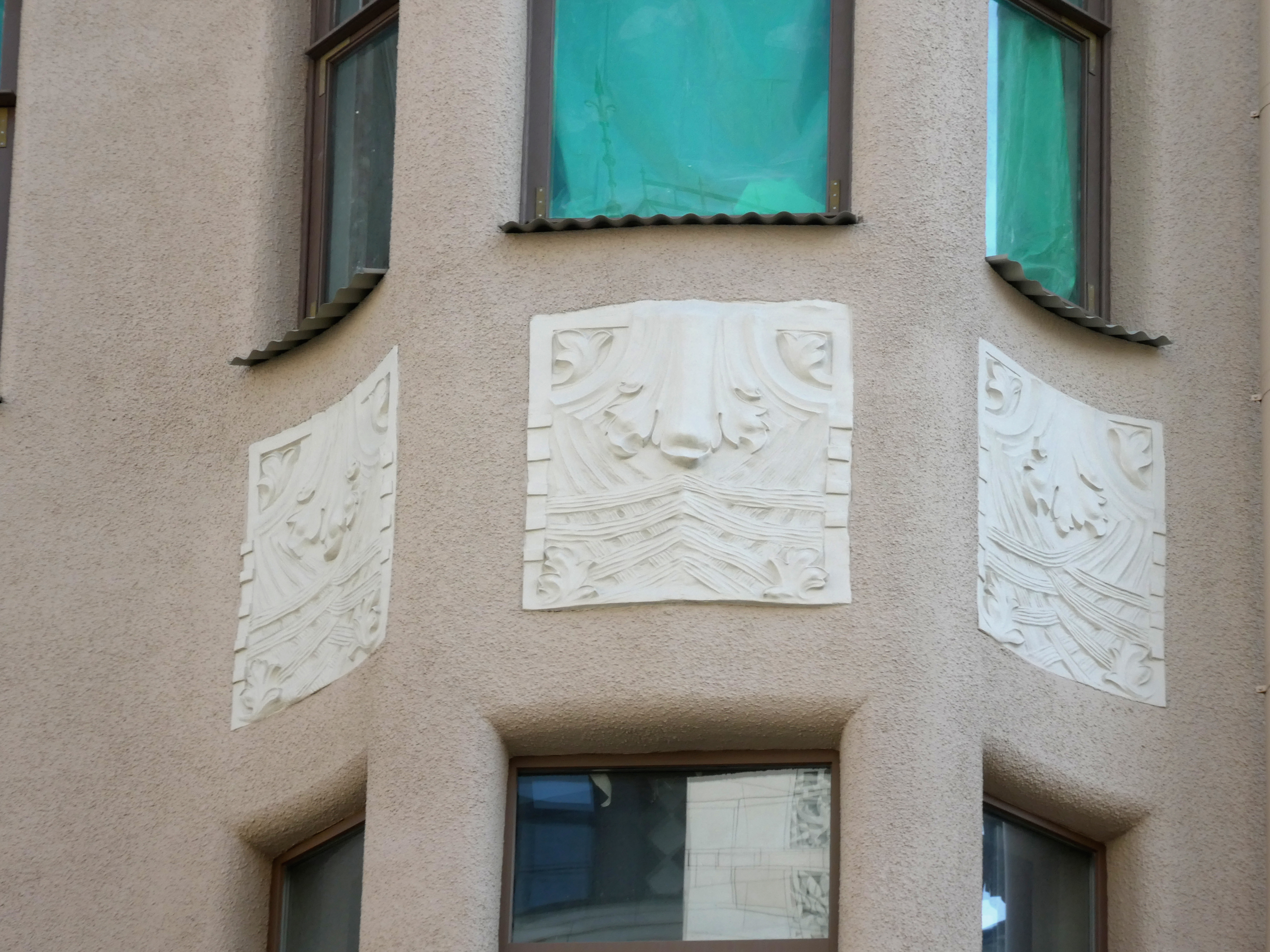
Барельефы на фасаде
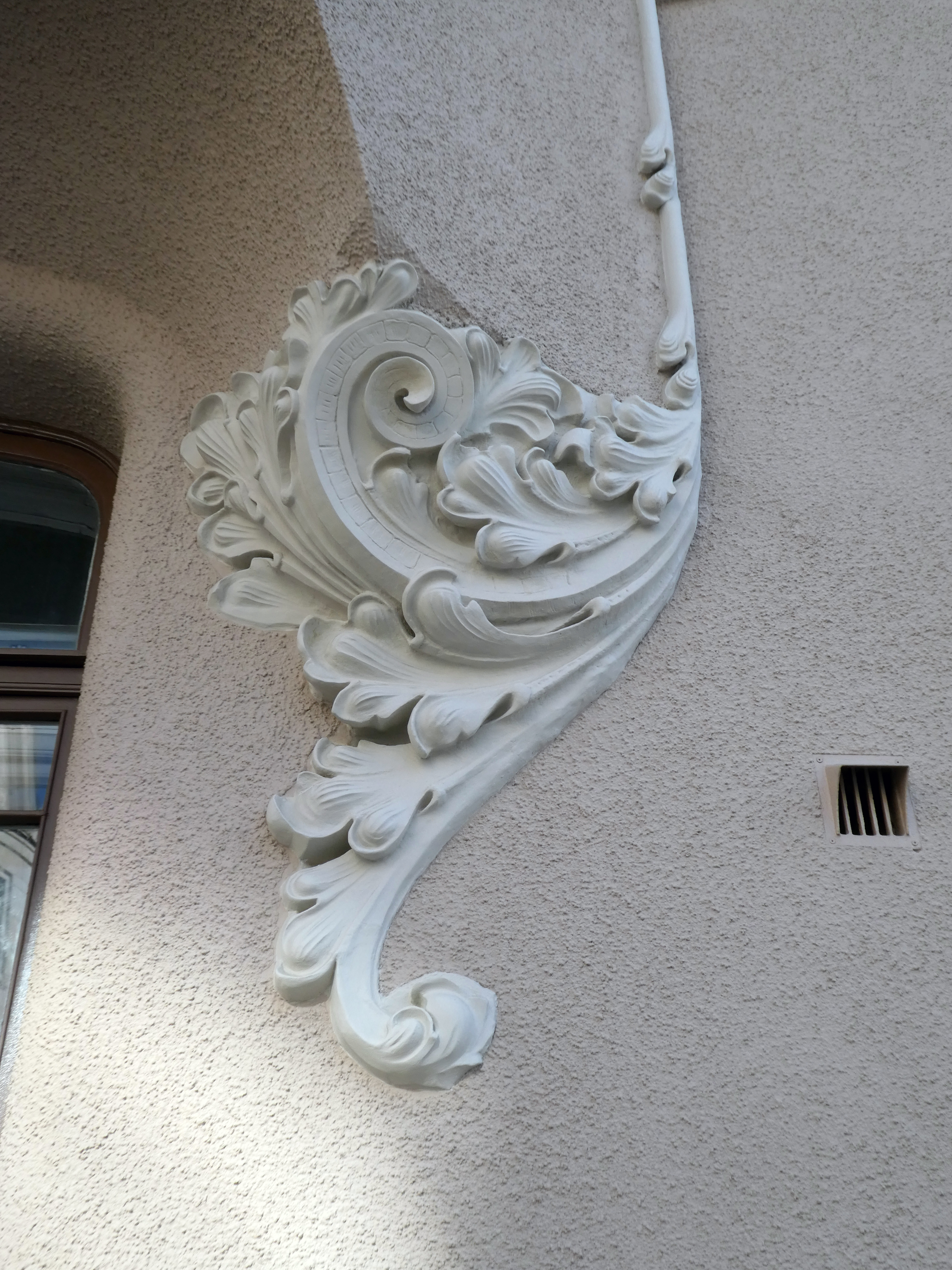
Барельеф на фасаде
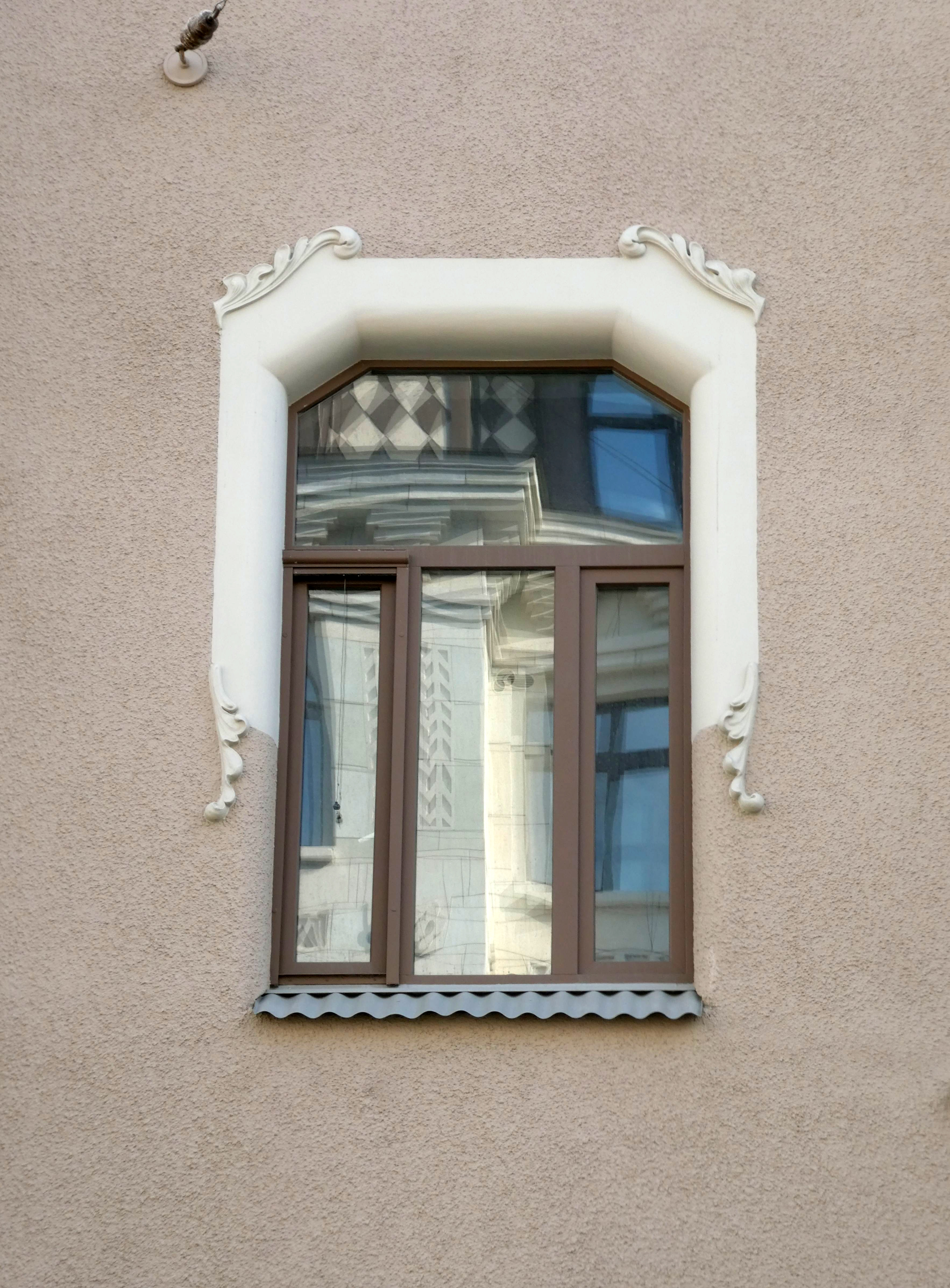
Сандрик окна

### Комментарии
1. ↑  КГИОП датирует здание 1903—1905 годом, что не соответствует приведённым архивным данным